# NACRA M19 2014
El NACRA M19 del 2014 fue la 9° edición del torneo de rugby juvenil de la confederación norteamericana.
Se disputó en Trinidad y Tobago.

## Equipos participantes
- Selección juvenil de rugby de Barbados
- Selección juvenil de rugby de Islas Caimán
- Selección juvenil de rugby de Jamaica
- Selección juvenil de rugby de México
- Selección juvenil de rugby de Trinidad y Tobago
- USA South

## Posiciones

### Grupo A
| Pos. | Equipo       | Encuentros | Encuentros | Encuentros | Encuentros | Tantos  | Tantos    | Tantos     | Puntos |
| Pos. | Equipo       | jugados    | ganados    | empatados  | perdidos   | a favor | en contra | diferencia | Puntos |
| ---- | ------------ | ---------- | ---------- | ---------- | ---------- | ------- | --------- | ---------- | ------ |
| 1    | Barbados     | 2          | 2          | 0          | 0          | 36      | 21        | + 15       | 8      |
| 2    | Jamaica      | 2          | 1          | 0          | 1          | 24      | 42        | - 8        | 4      |
| 3    | Islas Caimán | 2          | 0          | 0          | 2          | 39      | 46        | - 7        | 2      |

Nota: Se otorgan 4 puntos al equipo que gane un partido y 2 al que empate
Puntos Bonus: 1 punto por convertir 4 tries o más en un partido y 1 al equipo que pierda por no más de 7 tantos de diferencia
|  | Finalista |

| 12 de julio | Barbados | 14 - 0 | Jamaica |  |  |

| 15 de julio | Barbados | 22 - 21 | Islas Caimán |  |  |

| 17 de julio | Jamaica | 24 - 18 | Islas Caimán |  |  |

### Grupo B
| Pos. | Equipo            | Encuentros | Encuentros | Encuentros | Encuentros | Tantos  | Tantos    | Tantos     | Puntos |
| Pos. | Equipo            | jugados    | ganados    | empatados  | perdidos   | a favor | en contra | diferencia | Puntos |
| ---- | ----------------- | ---------- | ---------- | ---------- | ---------- | ------- | --------- | ---------- | ------ |
| 1    | México            | 2          | 2          | 0          | 0          | 37      | 13        | + 24       | 8      |
| 2    | USA South         | 2          | 1          | 0          | 1          | 29      | 37        | - 8        | 4      |
| 3    | Trinidad y Tobago | 2          | 0          | 0          | 2          | 20      | 36        | - 16       | 1      |

Nota: Se otorgan 4 puntos al equipo que gane un partido y 2 al que empate
Puntos Bonus: 1 punto por convertir 4 tries o más en un partido y 1 al equipo que pierda por no más de 7 tantos de diferencia
|  | Finalista |

| 12 de julio | Trinidad y Tobago | 17 - 19 | USA South |  |  |

| 15 de julio | México | 20 - 10 | USA South |  |  |

| 17 de julio | Trinidad y Tobago | 3 - 17 | México |  |  |

### Definición 5° puesto
| 19 de julio | Trinidad y Tobago | 45 - 9 | Islas Caimán |  |  |

### Definición 3° puesto
| 19 de julio | Jamaica | 10 - 32 | USA South |  |  |

### Final
| 19 de julio | México | 17 - 10 | Barbados |  |  |

| Bandera de México |
| Campeón México    |
| Primer título     |

## Trofeo
| Pos. | Equipo                    | Encuentros | Encuentros | Encuentros | Encuentros | Tantos  | Tantos    | Tantos     | Puntos |
| Pos. | Equipo                    | jugados    | ganados    | empatados  | perdidos   | a favor | en contra | diferencia | Puntos |
| ---- | ------------------------- | ---------- | ---------- | ---------- | ---------- | ------- | --------- | ---------- | ------ |
| 1    | Bermudas                  | 3          | 2          | 0          | 1          | 58      | 28        | + 30       | 10     |
| 2    | Trinidad y Tobago B       | 3          | 2          | 0          | 1          | 64      | 35        | + 29       | 10     |
| 3    | Islas Turcas y Caicos     | 3          | 2          | 0          | 1          | 63      | 47        | + 16       | 9      |
| 4    | Islas Vírgenes Británicas | 3          | 0          | 0          | 3          | 27      | 102       | - 75       | 0      |

Nota: Se otorgan 4 puntos al equipo que gane un partido y 2 al que empate
Puntos Bonus: 1 punto por convertir 4 tries o más en un partido y 1 al equipo que pierda por no más de 7 tantos de diferencia
|  | Ganador Trophy |

| 14 de julio | Islas Turcas y Caicos | 34 - 14 | Islas Vírgenes Británicas |  |  |

| 14 de julio | Trinidad y Tobago B | 7 - 14 | Bermudas |  |  |

| 16 de julio | Trinidad y Tobago B | 23 - 15 | Islas Turcas y Caicos |  |  |

| 16 de julio | Bermudas | 34 - 7 | Islas Vírgenes Británicas |  |  |

| 18 de julio | Trinidad y Tobago B | 34 - 6 | Islas Vírgenes Británicas |  |  |

| 18 de julio | Islas Turcas y Caicos | 14 - 10 | Bermudas |  |  |